# 国民の家

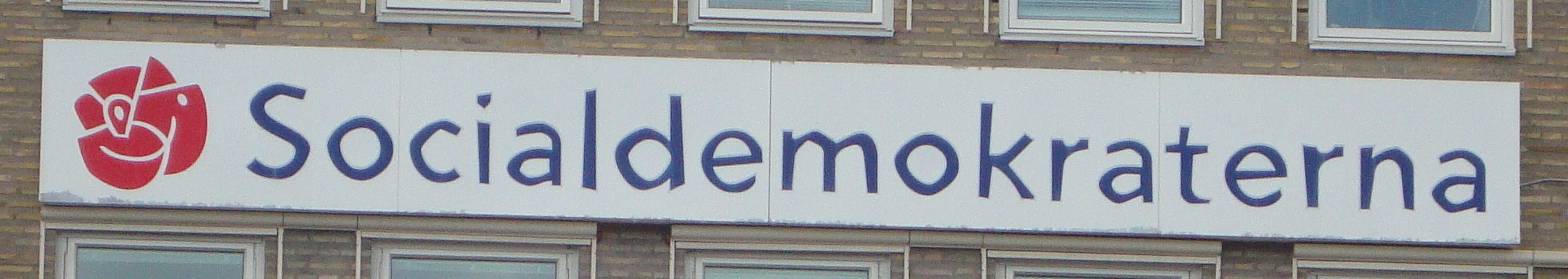
スウェーデン社会民主労働党

国民の家（こくみんのいえ、スウェーデン語: folkhemmet）は、スウェーデン社会民主労働党とスウェーデンにおける福祉国家の歴史の中で、最重要視されている政治概念である。また、1932年～1976年に亘る社民党の長期政権を表す用語でもある。場合によれば「スウェーデン式第三の道」を示す概念、すなわち「国民の家」を資本主義と共産主義の中間として考える向きもある。
1930年代における社民党の主要メンバーだったエルンスト・ウィグフォシュやペール・アルビン・ハンソンらが、地政学者のルドルフ・チェーレンから影響を受け、この概念を打ち立てた。そして、戦後に首相となるターゲ・エルランデルやオロフ・パルメの手によって進化することとなる。他にも、カール・ヤルマール・ブランティングも主要な提唱者の一人であり、ウプサラ大学在学中にこの思想に出会い、後に首相となった。

## 歴史
ハンソンは、1928年に「スウェーデンがより“良い家”のようにならなければならない」と述べ、この概念を取り入れ、平等と相互理解を強調した。ハンソンは、伝統的な階級社会を「国民の家」（folkhemmet）によって取って代わられなければならない、と力説した。
この概念は、国有化が疑問視された際に打ち出され、社民党が初期社会民主主義運動において、階級闘争を放棄することによって現された、根本的な概念である。代わりに社民党は機能社会主義と呼ばれる、企業は政府による所有ではなく、法によって統制されることを意味する計画経済を採択した。政府は、個人的な部分への統制を更に深めたが、市民の福祉を増長する為に必要な範囲に限定された。
新しい社会を建設する為には、良い教育が特に重要であると考えられた。その結果、スウェーデンは私立も含めて、小学校から大学院まで無償で教育を受けることが出来る、世界で最初の国家のうちの一つとなった。また、政府によって他の多くのサービスとともに、国民皆保険制度が適用されることとなった。

## ミュルダールの影響
1930年代に、社会工学は「国民の家」（folkhemmet）において、重要な部分の一つだった。グンナー・ミュルダールとアルバ・ライマル・ミュルダール夫妻による1934年の著書『人口問題の危機（Kris i befolkningsfr gan）』（マルサス主義とジャン・ピアジェから部分的に影響を受けている）は、人口増加を扱う為の、急進的かつ進歩的な政策に影響を与えた。この時期には、公共部門の拡張を含んで、シグフォシュの経済政策やグスタフ・ミュラーによる年金制度改革、ミュルダールの住宅政策などにおいて、変化があった。
1940年代～50年代にかけて、貧困層が密集して暮らす地域にある、老朽化した家々が取り壊された。代わりに、浴室と窓が付き、全ての部屋に日が入ってくる、“funkis”と呼ばれる近代的な住宅が提供された。同じ方法により、1960年代～70年代にかけて、都市近郊に増加する人口需要を満たすため、労動者階級のための住宅地区を建設する、「住宅100万戸計画」（Miljonprogrammet）が打ち出された。
ミュルダール夫妻は、「『変質（退化）が高度に進んだ人間たちを淘汰する』ためには、必要ならば強制手段に訴えてでも、不妊手術を実施すべき」と主張し、1934年5月に精神病と疾病を予防することを目的とした「特定の精神病患者、精神薄弱者、その他の精神的無能力者の不妊化に関する法律」（通称：断種法）が制定された。これにより、政府によって障碍者の断種が奨励されることとなり、1941年には本人の同意が必要と、部分的に改正されたものの、身体障碍者までがその対象となったうえに、当局側が対象者を脅迫して半ば強制的に不妊手術に同意させる、といったケースも多かったという。これによって、断種法が制定された1934年から、本人の明確な同意なしには不妊手術を認めないという法改正がなされる1975年まで、62,888件の不妊手術が実施された。その大多数が、本人の明確な同意に基づく適正なものであったが、前述の通り、半ば強制的に手術を受けさせられたというケースが200件以上あることが報告されており、スウェーデン政府は当事者に対して、賠償金を支払うという形で補償を行った。